# 馮愛羣
馮愛羣（1924年—1989年1月18日）常被寫作馮愛群，是中華民國新聞界、文化界人士，著有《聯合國與國際間合作觀念的進化》、《中國新聞史》和《華僑報業史》等書。

## 經歷

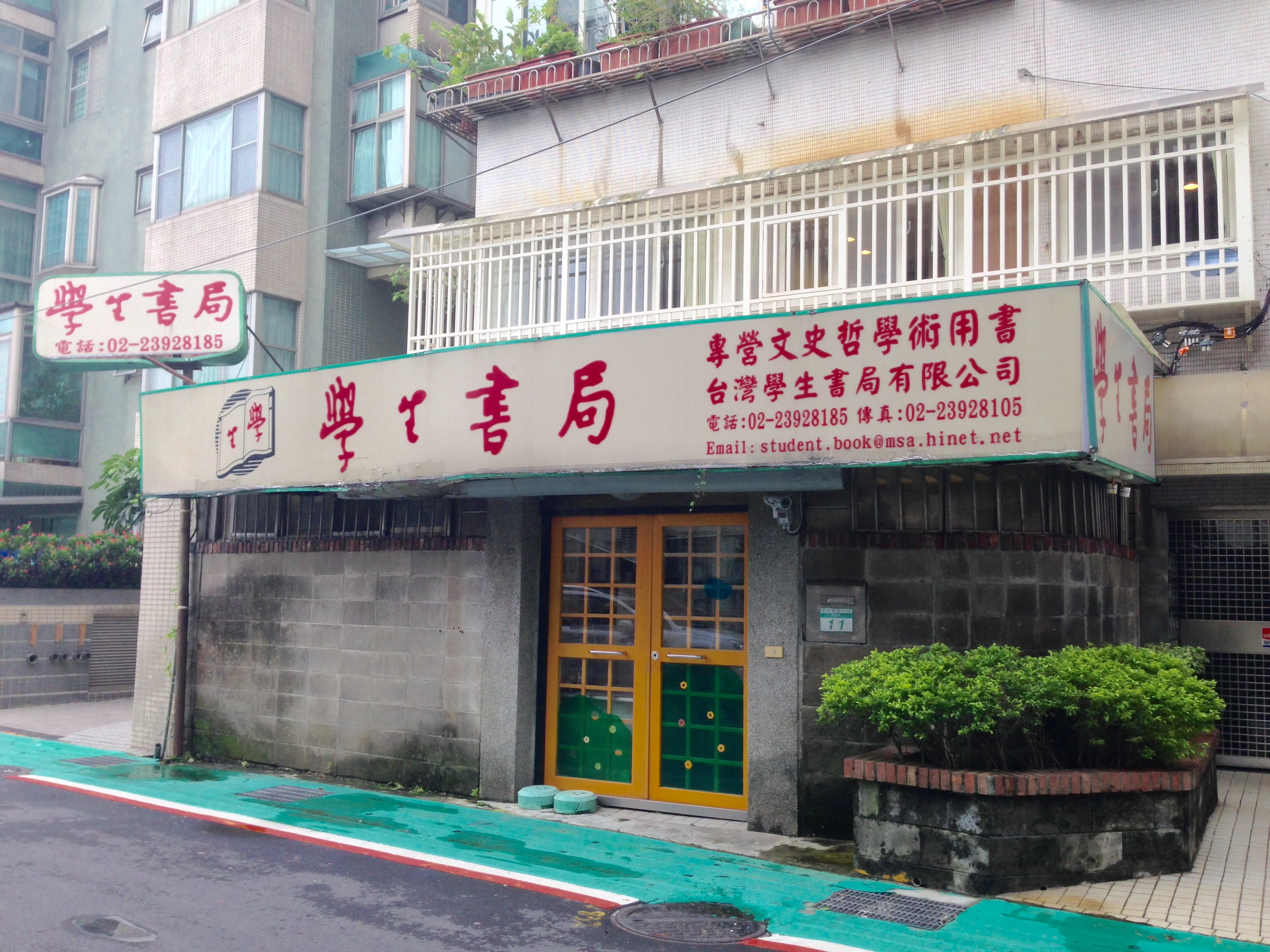
馮愛羣創辦臺灣學生書局，並出任董事長一職。

1924年，馮愛羣在廣東省連平縣出生。在南京市中央政治學校（國立政治大學的前身）畢業後，他在中國陸軍總司令部及革命實踐研究院任職。在中國抗日戰爭結束後不久，他便在重慶市創辦《新聞雜誌》半月刊，提供具精闢新聞背景的報導和分析。在當時雜誌出版低潮的期間，一度發行多達10萬份，進而創下當時的新紀錄。
1949年，馮愛羣前往臺灣。在抵達臺灣後，參加聯合國第一屆論文比賽，獲得中國區第一名。隨後他在中華民國政府轄下機關任職，投身官方的文化事業，包括曾經出任中華民國僑務委員會文化科科長、中華民國教育部電影事業輔導委員會委員、中華民國內政部著作權出版品審議委員會委員等職務。在僑務委員會任職多年期間，他則主持海外宣傳工作，包括僑生回國升學、海外華人回國觀光、海外華人商人回國投資等。
馮愛羣在早年經常使用「艾君」的筆名進行論著，在各家報刊創作和發表詩歌、散文，並且撰寫文學理論和國際政治評論等，但是這些文章並未集結成冊。他還先後擔任海內外報刊記者、編輯和主筆，除了曾經出任《實踐》雙週刊社社長外，後來他又轉往臺北市的《中華日報》服務，先後擔任總編輯、總主筆。
與此同時，他還創辦臺灣學生書局，並且出任董事長一職。他主持臺灣學生書局多年，出版近千本著作，而受到學術界的重視。同時，他還擔任過政治作戰學校副教授、中國文化學院教授等。1989年1月18日，馮愛羣病逝，享年73歲。

## 著作
- 《聯合國與國際間合作觀念的進化》（The United Nations and the Evolution of the Concept of Intrenational Solidarity）[1]
- 《中國新聞史》[1][2]
- 《華僑報業史》[1][2]